# Poelagus marjorita
Genre
Espèce
Statut de conservation UICN

 LC  : Préoccupation mineure
Le Lapin sauvage d'Afrique centrale, (Poelagus marjorita)  est la seule espèce du genre Poelagus. Comme tous les lapins, c'est un mammifère lagomorphe de la famille des léporidés.